# Glorious Purpose (Локи, 1-й сезон)
«Glorious Purpose» (с англ. — «Славная миссия») — первый эпизод первого сезона американского телесериала «Локи», основанного на одноимённом персонаже Marvel Comics.
В данном эпизоде альтернативную версию Локи, создавшую новую временную линию во время событий фильма «Мстители: Финал» (2019), приводят в таинственную организацию «Управление временными изменениями» (УВИ). События происходят в медиафраншизе «Кинематографическая вселенная Marvel» (КВМ), Эпизод напрямую связан с фильмами франшизы. Сценарий к нему написал создатель сериала Майкл Уолдрон, а режиссёром стала Кейт Херрон.
Том Хиддлстон вновь исполняет роль Локи, главные роли также исполняют Гугу Мбата-Роу, Вунми Мосаку, Юджин Кордеро, Тара Стронг и Оуэн Уилсон. Уолдрон был нанят в феврале 2019 года в качестве главного сценариста сериала, а Херрон присоединилась в августе. Съёмки проходили на «Pinewood Atlanta Studios» и в Атланте.
Эпизод «Славная миссия» был выпущен на стриминговом сервисе «Disney+» 9 июня 2021 года.
Эпизод получил похвалу от критиков, в частности хвалили Хиддлстона и Уилсона за совместную работу на экране.

## Сюжет

Вариант Локи находит в УВИ альтернативные версии Камней Бесконечности, где они используются в качестве пресс-папье.
(сериал «Локи», 1-й сезон, 1-й эпизод).

После битвы за Нью-Йорк в 2012 году Локи сбегает с Тессерактом, создавая альтернативную временную линию. Он телепортируется в пустыню Гоби (Монголия), где появляется отряд организации «Управление временными изменениями» (УВИ) во главе с Охотником B-15 и арестовывает его, перезапуская его линию времени. Его доставляют в штаб-квартиру УВИ, в котором ограничено использование магии, и он узнаёт, что по приказу своих создателей, а именно Хранителей времени, чтобы предотвратить войну Мультивселенной, УВИ защищает непрерывность единственной временной линии, называемой «Священной линией времени», от существ, более известных как «варианты», которые отклоняются от неё.
Локи предстаёт перед судом за преступления против «Священной линии времени», его судьёй является Равонна Ренслейер. Изначально он не воспринимает это дело всерьёз и обвиняет Мстителей, чьё путешествие во времени привело к тому, что он оказался в этой ситуации. Ренслейер отвергает эти утверждения, заявляя, что действия Мстителей следовали «Священной линии времени», в то время как действия Локи — нет. Его признают виновным, однако агент Мобиус М. Мобиус вмешивается, говоря, что Локи может быть полезен. Мобиус уводит Локи в Театр времени и расспрашивает его о прошлых проступках, пересматривая моменты из жизни Локи, например, его поражение от рук Мстителей. Локи говорит, что хочет править мирами, чтобы освободить своих потенциальных подданных от бремени принятия неправильных решений. Мобиус спрашивает, нравится ли Локи причинять боль другим, но в ответ Локи возражает против контроля УВИ над линией времени, настаивая на том, что у него есть власть делать свой собственный выбор. Мобиус показывает, что в правильном будущем Локи он непреднамеренно стал причиной гибели своей приёмной матери Фригги.
Локи пытается сбежать, но вскоре понимает, что Тессеракт и Камни Бесконечности в УВИ не имеют своей силы, и приходит к выводу, что УВИ является величайшей силой во Вселенной. Он возвращается в Театр времени и с помощью компьютера просматривает своё будущее, включая улучшение своих отношений со своим приёмным братом Тором, смерть своего приёмного отца Одина и свою собственную гибель от рук титана Таноса. Локи понимает, что он не может вернуться в свою временную линию и соглашается помочь Мобиусу выследить убийцу нескольких солдат УВИ, который крадёт технологию, которую они используют для перезапуска временных линий. Мобиус раскрывает, что беглецом является ещё один вариант Локи, который в это же время нападает на отряд УВИ, убивая всех его солдат, и забирает очередное устройство перезапуска временной линии.

## Производство

### Разработка
В сентябре 2018 года компания «Marvel Studios» заявила, что разрабатывает мини-сериал с участием Локи (Том Хиддлстон) из фильмов медиафраншизы «Кинематографическая вселенная Marvel» (КВМ). В ноябре генеральный директор «Disney» Боб Айгер подтвердил, что «Локи» находится в разработке. Майкл Уолдрон был нанят в качестве главного сценариста в феврале 2019 года, он должен был написать сценарий к первому эпизоду сериала. В августе Кейт Херрон была нанята в качестве режиссёра. Херрон и Уолдрон, наряду с Хиддлстоном, Кевином Файги, Луисом Д’Эспозито, Викторией Алонсо и Стивеном Бруссардом стали исполнительными продюсерами. Первый эпизод получил название «Glorius Purpose» (с англ. — «Славная миссия») — фразы, которую Локи произносит в эпизоде и в других фильмах КВМ.

### Сценарий
Эпизод начинается с того, что альтернативная версия Локи 2012 года из фильма «Мстители: Финал» (2019) создаёт ответвлённую временную линию, что означает, что он не прошёл через события от фильма «Тор 2: Царство тьмы» (2013) до фильма «Мстители: Война бесконечности» (2018). Уолдрон с самого начала знал, что персонажу нужно будет каким-то образом пережить эти события, чтобы начать другое путешествие, которое, как надеялся сценарист, будет «столь же полноценным», как и сюжетная линия персонажа в фильмах. Поиск правильных моментов из жизни Локи, свидетелем которых он станет, был «действительно важен» для сценаристов. В питчинге Херрон для Marvel она ссылалась на сцену из фильма «Особое мнение» (2002), где Джон Андертон видит проекцию своей жены, как то, что Локи также должен испытать. Она заявила, что такой подход к истории Локи был «очень продуманным устройством для повествования» и хорошим способом информировать зрителей о его истории, если они были менее знакомы с персонажем. По словам Херрон, включение сцены гибели Фригги было «очень важным моментом для него», потому что она была «его сердцем», в то время как Хиддлстон предложил включить Одина, который произносит фразу: «I love you, my sons» (рус. «Возлюбленные сыновья»). Цель состояла в том, чтобы также показать, что у Локи есть «некоторые победы», но также «есть место для перемен и роста». Уолдрон и команда сценаристов предполагали, что осознание Локи своей общей цели в жизни напоминало осознание Баззом Лайтером того, что он является игрушкой, а не космическим рейнджером в фильме «История игрушек» (1995).
Херрон назвала информационное видео Мисс Минуты о УВИ в эпизоде «гениальным», потому что оно смогло быстро привнести лёгкость вместе с необходимым «миропостроением», чтобы объяснить, что такое УВИ, добавив, что это был «действительно умный способ… увидеть УВИ глазами Локи» и заставить зрителей изучать правила УВИ вместе с ним. Так как Камни Бесконечности не работают в УВИ, организация становится «реальной силой во вселенной», в то время как ранее именно Камни считались величайшей силой. Херрон чувствовала, что такой подход устанавливает «совершенно новую территорию» для КВМ с «новыми правилами и новой властью». Уолдрон решил показать, что Локи был преступником, известным как Ди Би Купер, чтобы отдать дань уважения вирусной теории фанатов о том, что Дону Дрейперу из сериала «Безумцы» (2007—2015) суждено было стать Купером. В этот момент зрители могли бы подумать, что УВИ могло вмешаться в его жизнь, но не сделало этого.

### Подбор актёров
Главные роли в эпизоде исполняют Том Хиддлстон (Локи), Гугу Мбата-Роу (Равонна Ренслейер), Вунми Мосаку (Охотник B-15), Юджин Кордеро (Кейси), Тара Стронг (голос Мисс Минуты) и Оуэн Уилсон (Мобиус М. Мобиус):46:57–47:36. В эпизоде появляется Дерек Руссо (Охотник U-92) и Джош Фэйдем в роли Мартина:48:23, а также дополнительные персонажи и актёры из КВМ в архивных кадрах из фильмов «Мстители» (2012), «Тор 2: Царство тьмы» (2013), «Тор: Рагнарёк» (2017), «Мстители: Война бесконечности» (2018) и «Мстители: Финал» (2019) — Рене Руссо, Энтони Хопкинс, Кларк Грегг и Джош Бролин в соответствующих ролях Фригги, Одина, Фила Колсона и Таноса. Херрон, будучи любителем комедий, искала комиков, которых можно было бы включить в сериал и назвала участие Фэйдема в этом эпизоде «чудом».

### Съёмки
Съёмки проходили в павильонах студии «Pinewood Atlanta» в Атланте (штат Джорджия):9, режиссёром стала Кейт Херрон, а Отем Дюральд Аркапоу выступила в качестве оператора:2. Натурные съёмки проходили в мегаполисе Атланты. Для сцены, когда Локи и Мобиус выходят из лифта и идут по длинному коридору, была использована практическая съёмочная площадка, чтобы Херрон и Аркапоу смогли снять это одним дублем. Херрон заявила, что наличие этой площадки придавало УВИ «уровень реальности», чтобы оно «чувствовалось настоящим жилым пространством».
В начальной сцене были показаны кадры из фильма «Мстители: Финал» (2019), снятые режиссёрами Энтони и Джо Руссо, причём Херрон использовала различные дубли и ракурсы отснятого материала, которых не было в фильме, а также снимала некоторые новые материалы, как например, где Локи машет Халку в лифте. Херрон создала последовательность сцен таким образом, чтобы она была показана больше с точки зрения Локи, но в то же время имела знакомую каденцию для зрителей. Это напомнило ей об использовании точки зрения в фильме «Расёмон» (1950). Когда УВИ арестовывает Локи, Охотник B-15 бьёт его дубинкой Времени, которая заставляет Локи медленно двигаться. Эту сцену снимали несколько раз, в том числе один раз с двумя персонажами вместе, один раз с каждым персонажем по отдельности и, по крайней мере, один раз с Хиддлстоном, снятым в замедленной съёмке. Затем различные элементы были объединены с помощью визуальных эффектов. Для более поздней сцены, когда Локи заставляет B-15 прыгать во времени, Мосаку пришлось сняться в около 25 дублях в разных местах, которые позже были объединены с помощью визуальных эффектов.
Что касается стопки бумаг, которую Локи просят подписать, когда он приходит в УВИ, которая включает в себя всё, что он когда-либо говорил, Херрон сказала, что было много споров о том, насколько большой должна быть стопка. Отдел реквизита сериала взял всё, что Локи говорит в фильмах КВМ, и попытался экстраполировать это, используя математику, чтобы создать стопку бумаги, которая, казалось, могла реально быть всем, что когда-либо говорил персонаж. Она признала, что «на Reddit будут очень жаркие дебаты о размере этой стопки». При включении отснятого материала из прошлых фильмов КВМ, освещающих жизнь Локи, Херрон осознавала, что это не нужно было делать похожим на клип-шоу, а скорее «как пьесу его жизни». Она прокручивала отснятый материал на своём компьютере на съёмочной площадке, чтобы Хиддлстон реагировал при съёмке эпизода. Во время флэшбэка Ди Би Купера, Херрон изменила соотношение сторон на полноэкранный режим, поскольку это был ранее невиданный «большой кинематографический момент».

### Анимация и визуальные эффекты
«Titmouse, Inc.» создала анимационное информационное видео Мисс Минуты, и Херрон «наслаждалась» тем, что была использована рисованная анимация, поскольку это был стиль, который перестали часто использовать. Видео было вдохновлено мультфильмом Мистера ДНК из фильма «Парк юрского периода» (1993) и социальными рекламами из «всех эпох». Комментаторы отметили, что некоторые моменты напоминают социальные рекламы 1950-х годов для автомобильной промышленности (видео Мисс Минуты начинается аналогично «Волшебному шоссе США» Уолта Диснея, которое имеет схожий дизайн персонажей, тон и стиль повествования «Для вашей безопасности», впервые выпущенной «Automobile Manufacturers of America»); документальные фильмы Диснея 1950-х годов про космос, созданные Уордом Кимбаллом; «современную анимацию середины века», впервые созданную «United Productions of America»; и мультфильм «Дак Доджерс в 24½ веке» (1953) из серии «Merrie Melodies» от Warner Bros. Cartoons.
Визуальные эффекты были созданы компаниями «Method Studios», «Lola Visual Effects», «FuseFX», «Crafty Apes», «Cantina Creative», «Industrial Light & Magic» (которая также предоставила анимацию), «Luma Pictures» и «Rise»:49:34–49:56.
Музыка информационного ролика Мисс Минуты, как и его визуальное оформление, также была вдохновлена видеороликами «Wonderful World of Disney». Композитор Натали Холт расширила «жуткие темминовые слои» темы УВИ, когда в ролике появляются Хранители времени; Холт создавала музыку в стиле Бернарда Херрмана и была «очень увлечена» написанием музыки к этому ролику, а также к сцене с Ди Би Купером, отметив, что обычно эти моменты оставлялись музыкальному супервайзеру сериала для создания существующих музыкальных реплик.

## Релиз
Эпизод «Славная миссия» был выпущен на «Disney+» 9 июня 2021 года. 26 сентября 2023 года эпизод вместе с остальными эпизодами первого сезона был выпущен на Ultra HD Blu-ray и Blu-ray с одной из удалённых сцен, в которой Локи превращал Тора в Трога, которого озвучивал Крис Хемсворт.
После выхода эпизода Marvel анонсировала вдохновлённые этим эпизодом товары в рамках своей еженедельной акции Marvel Must Haves для каждого эпизода сериала, включая «Funko Pops», одежду, аксессуары, роман для молодых взрослых «Loki: Where Mischief Lies» и плакаты, а сами товары были сосредоточены на УВИ, Мобиусе и Мисс Минуты. Компания Marvel также выпустила рекламный постер к эпизоду, на котором была приведена одна из цитат.

## Реакция

### Зрительская аудитория
Генеральный директор «Disney» Боб Чапек объявил, что «Славная миссия» стала самой популярной премьерой сериала для стримингового сервиса в первую неделю его показа. Приложение для отслеживания зрителей «Samba TV», которое измеряет не менее пяти минут аудитории на смарт-телевизорах в 3 миллионах домах, сообщило, что «Славная миссия» стала самой популярной премьерой сериала «Disney+» от Marvel в первый день в США, когда 890 тысяч зрителей посмотрели этот эпизод. Это больше, чем у премьер сериалов «Ванда/Вижн» (759 тысяч зрителей) и «Сокол и Зимний солдат» (655 тысяч зрителей). Компания Nielsen Media Research, измеряющая количество минут, просмотренных американской аудиторией на телевизорах, назвала «Локи» третьим самым просматриваемым оригинальным сериалом на потоковых сервисах за неделю с 7 по 13 июня с 731 млн просмотренных минут, что соответствует более 14 млн аккаунтов Disney+, смотревших премьерный эпизод. По количеству просмотренных минут «Локи» превзошёл премьерные эпизоды сериалов «Сокол и Зимний солдат» (495 млн минут) и «Ванда/Вижн» (434 млн минут).

### Реакция критиков
На сайте-агрегаторе рецензий Rotten Tomatoes эпизоду был присвоен рейтинг 97 % на основе 37 отзывов со средней оценкой 7,7/10. Консенсус критиков на сайте гласит: «Хотя „Славная миссия“ несёт на себе бремя огромного количества экспозиций, нельзя отрицать радость многообещающей химии Тома Хиддлстона и Оуэна Уилсона».
Дав «Славной миссии» оценку «A-», Кэролайн Сиде из The A.V. Club заявила, что сериал будет «чертовски весёлой поездкой», основываясь на юморе эпизода, который, по её мнению, был лучше, чем «напряжённые попытки» в сериале «Сокол и Зимний солдат». Хотя она и считала, что эпизод был в основном экспозицией с небольшим количеством сюжета, включая клипы из прошлых фильмов КВМ, Сиде ни разу не почувствовала, что эпизод был затянутым, поскольку «часть удовольствия заключается в том, чтобы наблюдать, как франшиза пересматривает и реконструирует своё собственное прошлое». Она заявила, что премьера объединила «тактильное миропостроение „Стражей Галактики“ с необычным юмором „Человека-муравья“ и мясными отражениями персонажей в стиле фильма „Железный человек 3“». Алан Сепинуолл из Rolling Stone заявил, что премьера изо всех сил пыталась «взвалить на себя бремя» всего, чего пытались достичь Уолдрон и Херрон, но обнаружил, что выступления Хиддлстона и Уилсона предотвратили эпизод от «крушения под тяжестью» всей его экспозиции. В целом, он почувствовал, что «Славная миссия» была «такой же хорошей отправной точкой для первого приключения Локи в качестве главного героя КВМ», и считал, что сериал «начинался более интересным и странным», чем ранние эпизоды «Сокола и Зимнего солдата».
Сиддхант Адлаха из IGN заявил, что в этом эпизоде было «много смеха и забавных концепций, [но он был] один из тех, где драма не всегда аккуратно сочетается». Адлаха наслаждался «классическим актом двух человек» Хиддлстона и Уилсона, но чувствовал, что драматические фрагменты, которые прервали их болтовню, были «гораздо менее захватывающими» и из-за них эпизод чувствовался как клиповое шоу. Также была дана похвала музыке Холт, которая «добавляет ощущение странности и возможности», и дизайну художника-постановщика Касры Фарахани; Адлаха дал «Славной миссии» 7 баллов из 10. В своём отзыве к эпизоду для Entertainment Weekly Лорен Морган заявила: «Первый эпизод показывает, что в Локи осталось много жизни, и новый сериал Disney+ обещает изучить аспекты Бога хитрости, которые мы ни разу не видели в фильмах». Она считала, что Хиддлстон «получал удовольствие» от этой роли, и его партнёрство с Уилсоном было «не чем иным, как вдохновением», поскольку она никогда не была уверена, кто одерживал верх или говорил правду в их взаимодействиях. Кроме того, Морган назвала декорации УВИ «визуальным праздником».

### Награды
Касра Фарахани получила награду на церемонии вручения премии Гильдии художников-постановщиков США в 2022 году в категории «Выдающиеся достижения в области дизайна одночасового периодического или фантастического однокамерного сериала». За работу над сериалом Майкл Уолдрон был номинирован на 2-ю телевизионную премию Голливудской ассоциации критиков в категории «Лучший сценарий в потоковом сериале или драме». На 74-й церемонии вручения премии Primetime Creative Arts Emmy Фарахани, Наташа Герасимова и Клаудия Бонфе получили номинацию Прайм-таймовой премии «Эмми» в категории «Выдающийся дизайн современной нарративной программы (один час или более)»; Кристин Вада, Нора Педерсон, Тэмсин Костелло и Кэрол Бидл получили номинацию в категории «Выдающиеся костюмы в стиле фэнтези / фантастики»; Натали Холт получила номинацию в категории «Лучшая музыкальная композиция для телесериала».

## Комментарии
1. ↑  События фильма «Мстители: Финал» (2019).
2. ↑  События фильма «Мстители» (2012).
3. ↑  События фильма «Тор 2: Царство тьмы» (2013).
4. ↑  События фильма «Тор: Рагнарёк» (2017).
5. ↑  События фильма «Мстители: Война бесконечности» (2018).